# Gustav Birkenstaedt
Gustav Birkenstaedt (* 30. August 1871 in Wien; † 24. Juli 1912 in Lana) war ein österreichischer Architekt, der hauptsächlich in Meran und Lana tätig war. Seine Jugendstilgebäude, eine neubarocke Kirche und weitere seiner Gebäude stehen unter Denkmal- oder Ensembleschutz.

## Leben
Über den Werdegang Birkenstaedts vor seiner Meraner Zeit ist wenig bekannt. Er arbeitete bis 1906 in München.
Im Juli 1906 wurde er als Meraner Architekt bezeichnet In Meran arbeitete er für die Firma Musch & Lun.
1908 war er Gründungsmitglied des Meraner Ortsgruppe des Tiroler Vereins für Heimatschutz. 1912 wurde er erneut in den Ausschuss gewählt.
1908 war Birkenstaedt selbständiger Architekt in Meran. Sein Büro und seine Wohnung, die er mit seiner Mutter Eugenie teilte, befanden sich in der Villa Lauretta am damaligen Franz-Ferdinand-Kai 21, die heutige Adresse ist Manzonistraße 13.
Ab 1911 leistete er im Auftrag der Meraner Kurvorstehung Vorarbeiten für den Architekten Friedrich Ohmann für das neu zu errichtenden Kurhaus Meran.
Das Konsortium Vigiljochbahn hat 220.000 m² am Vigiljoch aufgekauft um dort die Bergstation der Vigiljochbahn, einen Gasthof und eine Ferienhaussiedlung zu errichten. Die Planung dieser Gebäude oblag Birkenstaedt, er war künstlerischer Beirat der Vigiljochbahn-Gesellschaft.
Birkenstaedt erlitt bei der Begehung des Bauprojekts Vigiljoch einen Herzinfarkt, er wurde auf dem evangelischen Friedhof von Meran begraben. Das Grab wurde 1971 aufgelassen.

## Gebäude (Auswahl)
| Bild | Name                                     | Erbaut  | Ort                                                               | Sonstiges |
| ---- | ---------------------------------------- | ------- | ----------------------------------------------------------------- | --- |
|      | Pension Neuhaus                          | 1907    | Meran, Passerpromenade 50–54, Theaterplatz 16–17, Manzonistraße 1 | Bauherr war der Kurarzt Sebastian Huber |
|      | Hotel Emma                               | 1908    | Meran, Mazziniplatz 1                                             | Birkenstaedt plante im Auftrag von Musch & Lun die Fassade und die Inneneinrichtung Das Gebäude wurde 1985 unter Denkmalschutz gestellt. |
|      | Heiligkreuz in Lanegg                    | 1911    | Lana, Kirchweg                                                    | Das Projekt Birkenstaedts für eine neue Kirche für die Deutschordenschwestern in Lana wurde durch Erzherzog Eugen genehmigt Die Kirche wurde 1979 unter Denkmalschutz gestellt. |
|      | Villa Musch, Sanatorium Weinhardt        | 1912    | Meran, Maiastraße 2                                               | Die Villa wurde 2004 unter Denkmalschutz gestellt. |
|      | Gasthof Station Vigiljoch                | 1911/12 | Lana, Pawigl                                                      | Das ursprüngliche Gasthaus wurde 2000 abgerissen. Der Nachfolgebau, das Vigilio Mountain Resort, wurde durch Matteo Thun geplant, der Neubau war 2003 abgeschlossen. |
|      | Talstation Vigiljochbahn                 | 1911/12 | Lana, Villener Weg 3                                              | Die Talstation wurde in historisierendem Stil erbaut. |
|      | Bergstation Vigiljochbahn                | 1911/12 | Lana, Pawigl                                                      | Die Bergstation wurde so gebaut, dass man möglichst wenig von der Seilbahn sehen konnte. |
|      | Sommerfrischehäuser am Vigiljoch         | 1911/12 | Lana, Pavigl                                                      | Eins der Häuser der Villenkolonie baute Birkenstaedt für sich selbst. Es ist heute als Villa Singer bekannt. Die gesamte Siedlung wurde 2008 unter Ensembleschutz gestellt, s. Liste der geschützten Ensembles in Lana |
|      | Durchgang für Fußgänger am Vinschger Tor | 1913    | Meran, Vinschger Tor                                              | Der gesamte Verkehr zwischen Meran und dem Vinschgau musste bis dahin durch das Vinschger Tor, als 1908 noch eine Trambahnlinie dazu kam, sollte das Tor abgerissen werden. Der Heimatschutzverein versuchte das Tor zu erhalten und Birkenstaedt stellte sein Projekt mit zwei Durchgängen für Fußgänger rechts und links des Tores 1910 vor, 1913 wurde eine Fußgängerpassage westlich des Tores errichtet 1968 wurde der östliche Durchgang für Fußgänger realisiert. |